# Биармия
Биа́рмия (Биармландия), или Бьярмия, или Бьярмаланд (норв. Bjarmeland) — известная по сагам и летописям историческая область на севере Восточной Европы.
На конец XIX и начало XX столетий, Биармия, скандинавское название древней страны в восточной Европе, пределы, население, культура, даже само её название, в точности были неизвестны, а профессор Е. Е. Замысловский полагал, что она захватывала Пермскую губернию и соседние земли от Северной Двины до Уральских гор.

## Источники

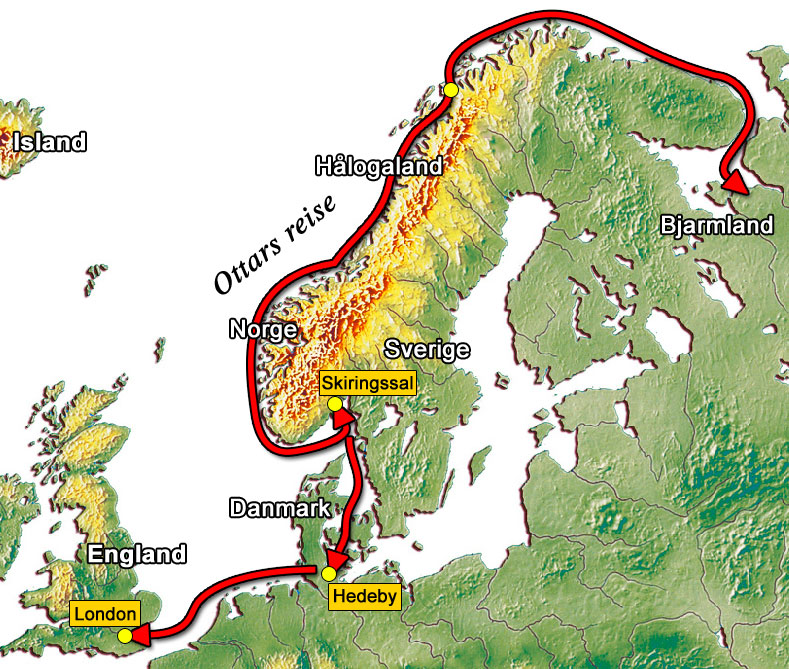
Предполагаемый маршрут Оттара из Холугаланда в Биармию и Англию

## Население
Биармцы или бьярмы — народ, скорее всего финского происхождения, жители Биармии. По сообщениям викингов, бьярмы говорили на языке, похожем на язык «терфиннов» («лесных финнов»), ныне неизвестном.

## История

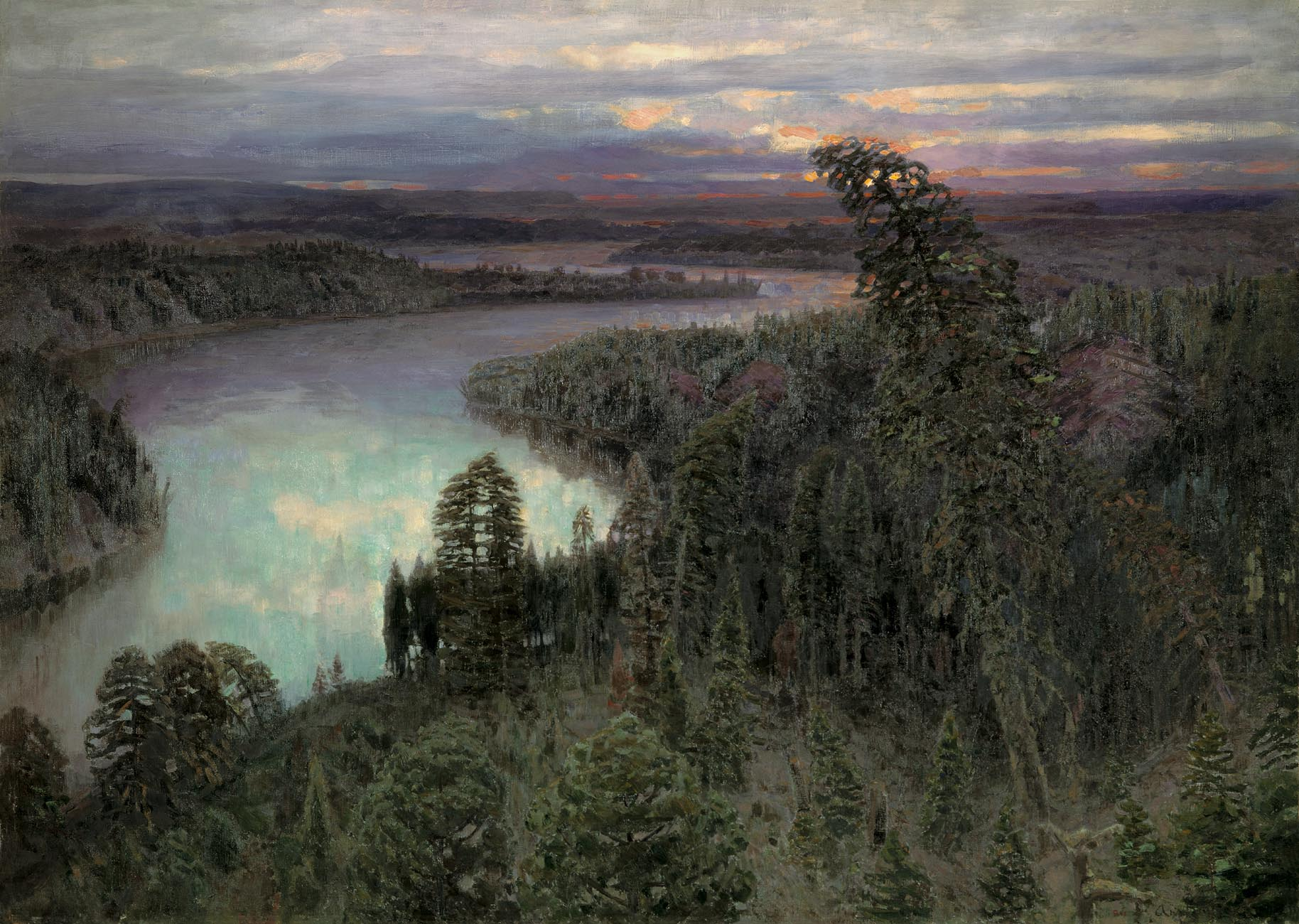
Северный край. Сибирская река (Аполлинарий Михайлович Васнецов, 1899)

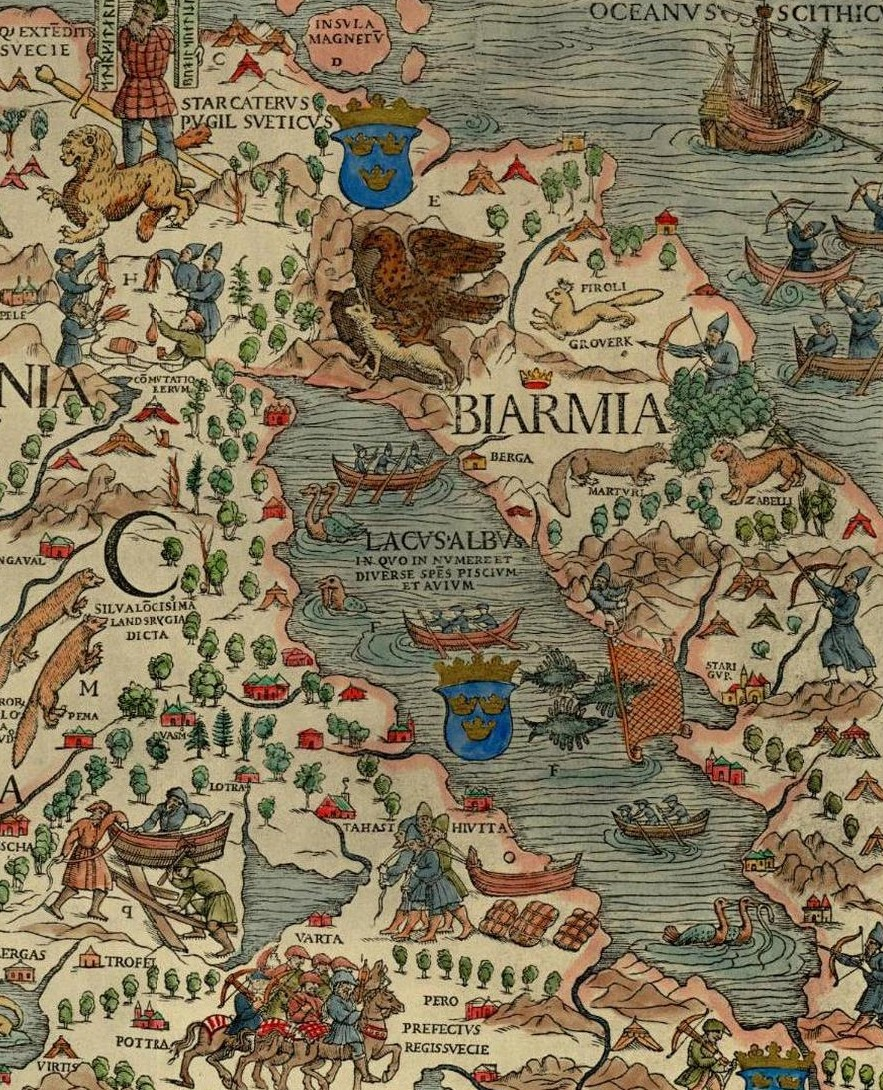
Биармия в Карте Марина (Олаус Магнус)

Биармия впервые упоминается в рассказе о путешествии Оттара из Холугаланда, состоявшемся в период между 870 и 890 гг. Как сам Оттар объяснял английскому королю Альфреду Великому, Холугаланд был самым северным краем современной ему Норвегии. Далее к северу жили только лапландцы (то есть саамы). Чтобы разведать, какие края лежат за Лапландией, Оттар отправился вдоль берега на север, через несколько дней должен был ждать попутного ветра, чтобы плыть на восток, а затем повернул на юг, где его корабль вошел в устье большой реки. Там жили не лапландцы, а бьярмийцы, язык которых похож на древнефинский, и поэтому Оттар и его спутники могли с ними объясняться. В отличие от кочевых лапландцев, бьярмийцы жили оседло, занимались земледелием и были богаты.
Известны также рассказы о ещё нескольких путешествиях в Биармию около 920, 1026 и 1090 годах. В них сообщается, что викинги вели с местными жителями торговлю, закупая беличьи, бобровые и собольи меха, и расплачивались за них деньгами, после чего начали войну и ограбили святилище бога бьярмийцев Юмалы. Этот бог считается финским, но его описание в рассказах указывает скорее на зауральское происхождение культа.
Саксон Грамматик (ок. 1140 — ок. 1216 года) сообщает, что в эпоху короля Гольтера Финляндией и Биармией правил некий Кузон. Норвежский король Харальд Харфагер совершил в Биармию военный поход. В летописи Снорре так рассказывается об этом:

«Оттуда он (Гаральд Харфагер) поплыл по направлению к Финмаркену на север до самой Биармии, где произошло сражение, из которого он вышел победителем, захватив богатую добычу»

Саксон Грамматик так пишет о применении бьярмийцами магического искусства в описании битвы с Регнером, после которой Лодброк отступил и нашёл приют у куретов (куршей) и сембов (пруссов):

«Тогда биармийцы сменили силу оружия на искусство своего волшебства, дикими песнями наполнили они свод небесный, и мигом на ясном до тех пор солнечном небе собрались тучи и полил проливной дождь, придавая печальный облик ещё недавно лучезарной окрестности»

Совершенно подобный рассказ мы находим у исландского летописца Стурлесона.
В 1217 году в Биармию прибыли два норвежских судна, одно из которых проследовало далее через Русь в Святую землю, чтобы участвовать в крестовом походе. Экипаж второго судна был уничтожен местными жителями. Для мщения король Хакон IV в 1222 году послал двух своих военачальников на четырёх больших судах с сильным войском. Они прошлись по Биармии огнём и мечом, вернувшись с богатой добычей из серебряных монет и дорогих мехов. После этого Биармия перестала упоминаться в скандинавских источниках. Часть жителей Биармии ушла на кораблях в Норвегию, где король Хакон в 1240 году выделил им для поселения земли в области Маланген в Холугаланде.
К XIII веку прекратились поездки скандинавов в Биармию, и само понятие Биармии исчезает из истории.
В Западной Европе о существовании Биармии узнали только в начале XVI века из книги Саксона Грамматика, впервые напечатанной в Париже в 1514 году.
Лишь в 1539 году шведский писатель и картограф Олаф Магнус (1490—1557) в книге «История северных народов» и на составленной им карте дал сведения о Биармии. Биармию он поместил севернее Финляндии и в области северной Карелии (сейчас современная территория Кандалакшского района Мурманской области) и Кольского полуострова. Опираясь на сведения Саксона Грамматика, он выделил две Биармии: Ближнюю и Дальнюю. Ближняя Биармия у него покрыта высокими горами и вечными снегами. Она не приспособлена к жизни и препятствует проникновению европейцев в Дальнюю Биармию, которую населяют племена, занимающиеся оленеводством и рыболовством. Под Дальней Биярмией скорее всего имеется ввиду территория бассейна реки Печора и современные земли Коми, а также территория современного НАО. Как пишет Магнус, там плодородная земля, но земледелием жители не занимаются. Повторяя за Саксоном Грамматиком Олаф Магнус в позднем средневековье так писал о бьярмах:

«Жители Биармии искусны в чаровании людей. Взглядом, словами или какими-нибудь другими действиями они умеют так связывать людей, что те лишаются здравого рассудка, теряют свободу воли и часто совершают непонятные поступки».

## География и данные археологии
Наиболее распространенной и поэтому наиболее критикуемой является версия о том, что Бьярмия расположена в бассейне Северной Двины (река Вина) и простирается до территорий Пермского края. В настоящее время долина реки Северная Двина заселена русскими и образует раздел между западными и восточными финскими народами Северной Европы (см. пермские языки, прибалтийско-финские языки, вепсы), хотя в древности она также была заселена саамами и финно-уграми (коми, чудь заволочская, тоймичи). Средневековые авторы Адам Бременский и Снорри Стурлусон считали, что путь в Бьярмию лежит через Белое море. Вслед за ними эта гипотеза была выдвинута оппонентом Ломоносова Г. Миллером. Он считал, что центром Биармии были Холмогоры, а уже из Холмогор варяги переправились в Новгород, назвав его Хольмгардом в честь Холмогор. Ломоносов взял её на вооружение, отрицая только то, что Холмогоры назывались Хольмгардом. При этом ни холмов, ни гор в Холмогорах и рядом с ними не было.
Новгородская летопись упоминает, что норманны (мурманы) совершали набеги на земли, принадлежащие Великому Новгороду. Так в 1419 году в устье Северной Двины появились норвежцы: «пришедши Мурмане войною в 500 человек с моря, в бусах и в шнеках». Они сожгли Николо-Корельский монастырь на острове Ягры. В 1445 году: «…приидоша Свѣя Мурманѣ безвѣстно за Волокъ на Двину ратью, на Нёноксу, повоевавъ и пожгоша и людеи пересѣкоша, а иных в полонъ поведоша. Услышавше то двинянѣ, придоша вборзѣ, иных иссѣкоша, а иных прислаша въ Новъгород с четыредесятъ; а воеводы ихъ, Ивора и Петра и третьего, убиша; инѣи же, мало вметавшеся в корабли, отбѣгоша». Столкновения русских с норманнами в основном происходили из-за рыбных промыслов, с которых норвежцы получали дань и часто вторгались для грабежа. Жители Заволочья в ответ сами совершали набеги на норвежские земли (1349, 1411, 1419 и 1425 гг.). Это доказывает, что морской путь из Норвегии на север России в Средние века использовался, и, по меньшей мере, на берегах Северной Двины норвежцы в XV веке действительно появлялись.
Иоганн Шеффер в книге «Лапония» границы Биармии распространял до Ладожского озера и Финского залива, помещая в неё и всю Карелию.
В 1730 году Ф. И. фон Страленбергом была предложена версия, в которой отождествляются Пермь Великая и упоминаемая в скандинавских сагах Биармия: «Вторая пристань была в Биармии или в Великой Перми при городе Чердыне» и отметил, что «в Европе суть Великая Пермиа, которую древность Биармаланд называет, и прежде превеликую часть земли в себе заключала». Гипотеза Пермь-Биармия преобладала в исторических исследованиях вплоть до начала XIX века и была принята, в частности, В. Н. Татищевым, М. В. Ломоносовым и Н. М. Карамзиным. В XIX—XX веках эта гипотеза подверглась критике. Отдельные исследователи вероятными районами размещения Биармии называют Прибалтику, Карелию и Волжскую Булгарию.
Пермский археолог А. А. Дмитриев подчёркивал, что по данным «раскопок не видим мы никакого указания на древнюю, мнимо великую Биармию. Она упоминается в преданиях, только не местных, а чуждых — скандинавских», стало быть об отождествлении Перми и мифической Биармии не может быть и речи.
С. К. Кузнецов полагал, что Биармия Оттара была расположена либо близ Варангер-фьорда, либо близ Кольской губы, так как именно в районе полуостровов Варангер и Рыбачий берег поворачивает на юг. По его мнению, «Биармия на берегах Северной Двины и в пределах Перми Великой есть мираж, научное заблуждение, с которым пора покончить навсегда».
По мнению А. М. Талльгрена Биармия находилась в Приладожье, а биармы были карелами.
В 1950‑х годах историк Михаил Иванович Белов пришёл к выводу, что Оттар не мог за 15 дней достичь Белого моря, а его плавание должно было закончиться у берегов Кольской губы Баренцева моря.
Г. В. Глазырина считала, что саги описывают два региона: Беломорье и окрестности Ладоги. Оттар, по её мнению, никогда не пересекал Горла Белого моря, остановившись на Терском берегу, возможно, напротив мыса Воронов. Проанализировав «Сагу о Хальвдане», Глазырина пришла к выводу о локализации Биармии в Приладожье.
А. Л. Никитин, соотнеся рассказ Оттара Вестфольдинга саксонскому королю Альфреду о плавании в Биармию и рассказ Снури Стурлуссона в «Круге земном» об ограблении скандинавами Карли и Ториром Собакой храма Йомалы/Юмалы в Биармии с исследованием датских лоций, проведённым И. П. Шаскольским, относит скандинавские термины «Биармия», «Бьярмаланд», земля «беормов», «бьярмы» к побережью Рижского залива («Гандвика») и к низовьям Западной Двины (Вины/Дуны), а бьярмами считает ливов и куронов/куршей.

## Топоним
К. Ф. Тиандер в труде «Поездки скандинавов в Белое море» выдвинул предположение о том, что скандинавское слово «berm» означает «береговые люди». Б. В. Бубрих предполагал, что Bjarmaland и Bjarmar могут выводиться от прибалтийско-финского «peramaa» — «задняя земля», «земля за рубежом».
В саге о Хаконе, сыне Хакона описано бегство биармов от монголо-татар, а в Эдмунд саге при описании борьбы Ярослава за Киевский престол биармы фигурируют на месте исторических печенегов.
Древнерусским источникам топоним Биармия неизвестен, в связи с чем исследователи, особенно в XIX веке, отождествляли этимологически близкие топонимы Бьярмия и Пермь Великая (в его средневековом смысле), как обозначение финно-угорских территорий Северо-Восточной Европы. Это отождествление строилось на двух основных посылках. С одной стороны, Оттар из Холугаланда отмечал, что бьярмы говорят практически на том же языке, что и «финны» (так викинги называли саамов).
По мнению современных финно-угроведов, др.-сканд. Bjarmaland, как и др.-рус. Перемь, Перьмь, восходит к фин. perämаа, вепс. perämaa «задняя земля». Изначально эти слова обозначали некую прибалтийско-финскую территорию на побережье Белого моря. По мере древнерусской колонизации топоним Пермь сдвигался на восток и был перенесён на предков коми-зырян (Пермь Вычегодская), а затем и коми-пермяков (Пермь Великая).
Первым против отождествления Биармии с Пермью и побережьем Белого моря выступил В. В. Крестинин в XVIII века. В начале XX века С. К. Кузнецов писал, что «Биармия на берегах Двины и в пределах Перми Великой есть мираж, научное заблуждение, с которым пора покончить раз и навсегда».

## Факты
- Улица Плеханова в Перми до революции называлась улица Биармская[33].
- В честь Биармии назван синапсид биармозух, найденный в Пермском крае.
- В честь Биармии назван астероид (1146) Биармия, открытый 7 мая 1929 года советским астрономом Григорием Неуйминым в Симеизской обсерватории[34].
- Биармия (Biarmia) названы магазины и производитель одежды из флиса в Республике Коми

## Биармия в художественной литературе
- В книге Валентина Иванова «Повести древних лет» рассказывается о первой встрече новгородцев с биармами, постройке небольшого поселения на Северной Двине и совместной защите от внезапно напавших на них викингов ярла Оттара, в которой они отстояли свою землю.
- Поиску наследия и тайн Биармии посвящён рассказ в жанре «географической фантастики» «Страна огненных лучей» З. Троева, опубликованный в журнале «Костёр» (№ 4, 1959)[35].
- В Национальном театре Республики Карелия (г. Петрозаводск) поставлен мюзикл на финском языке «Биармия» по мотивам одноименной русскоязычной пьесы Е. Сойни на музыку В. Панченко.
- «Биармия» — поэма коми поэта Каллистрата Жакова.
- В книгах Осипа Сенковского[36] (1800—1858) много рассказывается о войне Святослава с Биармией, под которой подразумевается чуть ли не весь Северо-Восток нынешней России.

Биармия упоминается как земля на берегу океана в книге А Прозорова «Ведун. Воин мрака.»